# Liste der FFH-Gebiete in der Stadt Schweinfurt
Die Liste der FFH-Gebiete in der Stadt Schweinfurt zeigt die FFH-Gebiete der unterfränkischen Stadt Schweinfurt in Bayern.
Teilweise überschneiden sie sich mit bestehenden Natur-, Landschaftsschutz- und EU-Vogelschutzgebieten. Im Landkreis befinden sich zwei teilweise mit anderen Landkreisen überlappende FFH-Gebiete.
| Forst Dianenslust und Stadtwald Schweinfurt |    | 5927-372 WDPA: 555521234 | Landkreis Schweinfurt, Schweinfurt |  | ⊙ | 1.331,12 |  |
| Maintal bei Sennfeld und Weyer              | BW | 5927-371 WDPA: 555521233 | Landkreis Schweinfurt, Schweinfurt |  | ⊙ | 325,55   |  |
| Legende für Fauna-Flora-Habitat             |    |                          |                                    |  |   |          |  |